# Semiothisa duplicilinea
Semiothisa duplicilinea là một loài bướm đêm trong họ Geometridae.